# Alejandro Martinuccio
Hernán Alejandro Martinuccio (* 16. Dezember 1987 in Buenos Aires) ist ein ehemaliger argentinischer Fußballspieler.

## Karriere
Martinuccio spielte von Juli 2005 bis Juli 2009 für den argentinischen Klub Club Atlético Nueva Chicago. In diesem Zeitraum absolvierte er mindestens 17 Ligaspiele für den Klub und schoss neun Tore.
Im August 2009 wechselte er zu Peñarol. Als Ablösesumme sollen 220.000 US-Dollar gezahlt worden sein. Zudem soll eine prozentuale Beteiligung bei einem Weiterverkauf Teil der Vereinbarung gewesen sein. Seine Premiere gab er am 23. August 2009 gegen die Montevideo Wanderers. In seinem ersten Jahr gewann er die uruguayische Meisterschaft. In der Saison 2010/11 erreichte der Verein das Finale der Copa Libertadores 2011.
Insgesamt absolvierte er für die Aurinegros 55 Ligaspiele und erzielte dabei 14 Treffer. Zudem kam er in vier Begegnungen der Liguilla Pre Libertadores 2009 zum Einsatz (drei Tore), lief in vier Partien (ein Tor) der Copa Sudamericana auf und bestritt zwölf Spiele (zwei Tore) in der Copa Libertadores.
Von Juli 2011 bis Ende Januar 2012 stand er beim Fluminense FC in Rio de Janeiro unter Vertrag. In 14 Spielen für das Team Trikolore in der brasilianischen Meisterschaft gelang ihm nur ein Tor.
Am 31. Januar 2012 gab Villarreal, die Ausleihe von Martinuccio bekannt. Der Spieler traf in 13 Spielen in dieser Saison nur einmal. Dabei debütierte er am 5. Februar 2012 in der Partie gegen den FC Sevilla, als er in der 91. Spielminute für Borja Valero eingewechselt wurde. Sein letztes Ligaspiel für die Spanier bestritt er am 5. Mai 2012 gegen den FC Valencia.
Bereits Juli 2012 wechselte er, weiterhin auf Leihbasis, zurück nach Brasilien zum Cruzeiro EC nach Belo Horizonte. Allerdings ergab die ärztliche Untersuchung eine Knochenfraktur, so dass der Vertrag erst nach der Heilung unterzeichnet wurde. Der Vertrag des Stürmers lief bis Juli 2013 und wurde kurz vor Ablauf um ein weiteres Jahr bis Juli 2014 verlängert. Jedoch konnte er sich aufgrund andauernden Verletzungspechs nicht für die Stammelf empfehlen und verließ Cruzeiro.
Im Juni 2014 wurde Martinuccio erneut durch seinen Verein verliehen und wechselte zum Coritiba FC. Erneut kämpfte er aber mit Verletzungen.
In der zweiten Januarhälfte 2015 kehrte er zu Fluminense zurück. Ohne einen Pflichtspieleinsatz absolviert zu haben, wechselte er in den letzten Tagen des Jahres 2015 zu AA Ponte Preta. Anfang Mai 2016 schloss er sich Chapecoense an und kam dort bislang (Stand: 24. September 2016) in acht Erstligaspielen (ein Tor) und zweimal (kein Tor) in der Copa do Brasil zum Einsatz. Am 28. November 2016 stürzte LaMia-Flug 2933 ab, wobei fast die gesamte Mannschaft von Chapecoense ums Leben kam. Martinuccio nahm jedoch aufgrund einer Verletzung nicht an der Reise seines Klubs nach Kolumbien teil, befand sich daher nicht an Bord und überlebte somit.
Nachdem er 2017 bei seinem Jugendklub CA Nueva Chicago gespielt hatte, unterzeichnete Martinuccio für 2018 wieder einen Kontrakt bei einem brasilianischen Klub. Seine nächste Station wurde der Avaí FC. Martinuccio verließ den Klub im August des Jahres wieder. Seine Reise ging wieder nach Spanien zum CD Móstoles.
2020 kehrte Martinuccio in seine Heimat zurück. Hier unterschrieb er bei Boston River. Im April 2021 verließ er den Klub wieder. Danach war er zunächst ohne Kontrakt. Erst zur Saison 2022 unterzeichnete er beim CA Colegiales und 2023 zum Club Comunicaciones. Hier bestritt er seinen letzten Einsatz im Oktober 2023, danach beendete er seine aktive Laufbahn.

## Erfolge
Peñarol
- Uruguayische Meisterschaft: 2009/10

Cruzeiro
- Campeonato Brasileiro: 2013
- Staatsmeisterschaft von Minas Gerais: 2014